# SMS Dresden (1907)
«Дре́зден» (нем. SMS Dresden, заложен в 1907 году) — немецкий бронепалубный крейсер времён Первой мировой войны, головной корабль в серии двух однотипных крейсеров, вторым был знаменитый рейдер «Эмден».

## Конструкция

### Силовая установка
На крейсере устанавливались 12 тонкотрубных двухтопочных котлов военно-морского типа (все котлы были с угольным отоплением), вырабатывающие пар с рабочим давлением 16 атм. с поверхностью нагрева 3160—3438 м².
Корабль был оснащен комплектом паровых турбин Парсонса, рассчитанных на 15 000 лошадиных сил и максимальную скорость 24 узла (44,4 км / ч), вращавшие четыре гребных вала. Крейсер имел четыре трёхлопастных винта ∅ 1,95 м. Дальность плаванья «Дрездена» составляла 3600 морских миль на 14 узлах. На испытаниях «Дрезден» развил скорость в 25,2 узла при мощности в 18 880 л. с. и средней частоте вращения валов 594 об/мин.

## История службы
Крейсер входил в состав Восточно-Азиатской крейсерской эскадры, участвовал в бою у Коронеля, стал единственным немецким кораблём, спасшимся в бою у Фолклендских островов. Он ушёл от преследования сначала благодаря своим турбинам, а затем — спасительному туману. Однако в результате перегрузок двигатель был повреждён, а запасы угля исчерпаны. Ремонтировался в заливе у берегов Патагонии нейтральной Аргентины. В дальнейшем постоянно уходил от преследования английской эскадры и активных боевых действий не вёл, скрываясь у островов вдоль побережья Чили.
14 марта 1915 года «Дрезден» был обнаружен британцами и оказался блокированным в бухте острова Мас-а-Тьерра (ныне Робинзон-Крузо) крейсерами «Кент» и «Глазго». После короткой перестрелки немецкий крейсер, практически исчерпавший запасы топлива и боеприпасов, поднял белый флаг и выслал лейтенанта Канариса в качестве парламентёра. Пауза, вызванная переговорами, позволила команде покинуть корабль. В 11 часов снова был поднят стеньговой флаг, открыты кингстоны и в 11:15 крейсер затонул. Команда была интернирована в Чили до конца войны. Некоторые офицеры сумели покинуть Чили и через четыре месяца прибыть в Германию. В их числе был вахтенный офицер Курт Хартвиг, перешедший в подводный флот и потопивший до конца войны 48 судов водоизмещением более 163 000 брутто-тонн.
В настоящее время останки крейсера, затонувшего на глубине около 60 метров, служат туристической достопримечательностью, привлекая аквалангистов.